# Фоминых, Фёдор Лаврентьевич
Фёдор Лавре́нтьевич Фомины́х (6 февраля 1910, Опалиха, Кораксолинская волость, Уржумский уезд, Вятская губерния, Российская империя — 14 октября 1989, Йошкар-Ола, Марийская АССР, РСФСР, СССР) — советский военный деятель. В годы Великой Отечественной войны — командир боевого расчёта 321 гвардейского истребительно-противотанкового артиллерийского полка 7 гвардейской отдельной истребительно-противотанковой артиллерийской бригады 60 армии на 1 Украинском фронте, гвардии старший сержант. Представлялся к званию Героя Советского Союза, но награждён орденом Красного Знамени (1945). Член ВКП(б) с 1944 года.

## Биография
Родился 6 февраля 1910 года в дер. Опалиха ныне Куженерского района Марий Эл в русской крестьянской семье. 
В сентябре 1941 года призван в РККА. Участник Великой Отечественной войны: командир боевого расчёта 321 гвардейского истребительно-противотанкового артиллерийского полка 7 гвардейской отдельной истребительно-противотанковой артиллерийской бригады 60 армии на 1 Украинском фронте, гвардии старший сержант. Участвовал в боях на Курской дуге, форсировании Днепра, освобождении Украины, в боях в Польше, и Германии. Особо отличился в апреле 1945 года, когда крупная группа немецких войск пыталась вырваться из окружения юго-восточнее Берлина. 12 раз противник подходил к нашим позициям и каждый раз откатывался с большими потерями. Расчёт Фоминых за 2 дня уничтожил 3 танка, 2 самоходки, 4 транспортёра, 17 автомашин, 40 повозок, 19 пулемётов, до 260 солдат и офицеров. День Победы встретил в Праге. Четырежды был ранен, контужен. В 1944 году вступил в ВКП(б). Демобилизовался в 1946 году. 
В 1945 году представлен к званию Героя Советского Союза, но награждён орденом Красного Знамени. Награждён орденами Славы III степени Отечественной войны II и I степени, Красной Звезды и медалями, в том числе медалью «За отвагу».
По окончании войны — механизатор, председатель сельсовета и колхоза «Новый путь» Куженерского района Марийской АССР, затем в течение 16 лет работал лесником Куженерского лесничества. 
Скончался 14 октября 1989 года в Йошкар-Оле.

## Боевые награды
- Орден Красного Знамени (16.06.1945)[3]
- Орден Славы III степени (02.02.1944)[3]
- Орден Отечественной войны I степени (06.04.1985)[3]
- Орден Отечественной войны II степени (26.07.1944)[3]
- Орден Красной Звезды (05.11.1944)[3]
- Медаль «За отвагу» (19.02.1944)[3]
- Медаль «За освобождение Праги» [3]
- Медаль «За взятие Берлина»[3]
- Медаль «За победу над Германией в Великой Отечественной войне 1941—1945 гг.»[3]
- Медаль «В ознаменование 100-летия со дня рождения Владимира Ильича Ленина»

## Память
В 1994 году его имя внесено в Книгу Памяти Куженерского района Республики Марий Эл.